# Bosak czarny
Bosak czarny (Abax parallelepipedus) – gatunek chrząszcza z rodziny biegaczowatych i podrodziny dzierowatych.

## Taksonomia
Gatunek ten opisany został po raz pierwszy w 1783 roku przez Mathiasa Pillera i Ludwiga Mitterpachera von Mitterburga pod nazwą Carabus parallelepipedus. Wyróżnia się w jego obrębie osiem podgatunków: 
- Abax parallelepipedus alpigradus Schauberger, 1927
- Abax parallelepipedus audouini (Dufour, 1851)
- Abax parallelepipedus curtulus (Fairmaire, 1856)
- Abax parallelepipedus germanus Schauberger, 1927
- Abax parallelepipedus inferior (Seidlitz, 1887)
- Abax parallelepipedus lombardus Fiori, 1896
- Abax parallelepipedus parallelepipedus (Piller et Mitterpacher, 1783)
- Abax parallelepipedus subpunctatus Dejean, 1828

## Morfologia
Chrząszcz o wydłużonym, przysadzistym ciele długości od 15,8 do 20,8 mm, szerszym niż u A. oblongus, u samców błyszczącym, u samic bardziej matowym. Ubarwiony jest w całości czarno, włącznie z czułkami, głaszczkami i całymi odnóżami. Głowa jest duża, większa niż u A. exaratus. Przedplecze jest szerokie, poprzecznie czworokątne, najszersze pośrodku, ku tyłowi słabo zwężone, o przedniej krawędzi znacznie węższej niż tylna, a krawędziach bocznych zgrubiałych i bardzo słabo przed kątami tylnymi zafalowanych. Powierzchnia przedplecza zaopatrzona jest w podłużną bruzdę przez środek oraz dwie pary długich i prostych, pozbawionych wyraźnego punktowania dołków przypodstawowych, z których zewnętrzne są nieznacznie krótsze od wewnętrznych. Pokrywy mają całkowicie obrzeżone, niewiele od przedplecza szersze podstawy, wykształcone w formie ostrych i mocno odstających ząbków kąty barkowe, od razu za kątami szerokie i delikatnie, stopniowo zakrzywione brzegi boczne, delikatne, zwykle niepunktowane i z tyłu słabo wgłębione rzędy oraz żeberkowato wysklepione, ale dość płaskie jak na bosaka międzyrzędy. Przynajmniej na jednej pokrywie obecny jest chetopor (punkt szczecinkowy) przytarczkowy. Skrzydła tylnej pary są uwstecznione. Stopy cechują się ostatnim członem od spodu porośniętym kilkoma szczecinkami. Genitalia samca mają edeagus o szpatułkowatym szczycie i co najwyżej szczątkowo wykształconym wyrostku na stronie spodniej.

## Ekologia i występowanie
Owad rozmieszczony od nizin po góry, częstszy na wyżynach i w górach. Zasiedla lasy liściaste i mieszane, najchętniej buczyny. Preferuje stanowiska wilgotne i cieniste. Bytuje na glebie, pod opadłym listowiem, wśród mchów i w butwiejących pniakach. Postacie dorosłe aktywne są od wiosny do jesieni i stanowią stadium zimujące. Zarówno za dnia, jak i nocą polują na bezkręgowce, zwłaszcza owady i ślimaki.
Gatunek pierwotnie palearktyczny, europejski, zawleczony jednak do Kanady w Nearktyce. Podgatunek nominatywny znany jest w Europie z Hiszpanii, Irlandii, Wielkiej Brytanii, Francji, Belgii, Holandii, Niemiec, Szwajcarii, Liechtensteinu, Austrii, Włoch, Danii, Szwecji, Norwegii, Finlandii, Estonii, Łotwy, Polski, Czech, Słowacji, Węgier, Ukrainy, Mołdawii, Bułgarii, Słowenii, Chorwacji, Bośni i Hercegowiny oraz Serbii. Podgatunki A. p. curtulus, A. p. inferior i A. p. lombardus są endemitami Włoch, A. p. alpigradus jest endemitem Austrii, A. p. audouini endemitem Francji, A. p. germanus znany jest z Niemiec i Austrii, natomiast A. p. subpunctatus podawany jest z Włoch, Słowenii i Chorwacji.